# Tomé
Tomé ist eine Stadt in Chile. Sie hat 54.946 Einwohner (Stand: 2017).

## Geographie
Sie liegt in der Región del Bío-Bío 29 km nördlich der Hauptstadt Concepción und gehört zu der gleichnamigen Provinz Concepción. Tomé ist eine Hafenstadt und liegt direkt am Pazifik.

## Geschichte
Am 27. September 1544 erreichte Kapitän Juan Bautista Pastene als Erster die Gegend um Tomé.
Am 6. Juni 1813 enterte der spätere chilenische Präsident Ramón Freire y Serrano die spanische Fregatte Thomas im Hafen von Tomé, dabei erbeutete er große Geldmengen.
Am 31. August 1858 wurde Tomé zum Puerto Mayor (wichtigsten Hafen) erklärt. 1871 war Tomé der wichtigste chilenische Hafen für den Salpeter-Export. 1872 wurde die Eisenbahnstrecke Concepción nach Talcahuano gebaut. Danach begann der Niedergang des Hafens. 1876 übernahm Talcahuano den Titel Puerto Mayor. Der Hafen wurde danach hauptsächlich zum Textilexport genutzt.
Am 21. Mai 1960 wurde die Stadt von einem schweren Erdbeben getroffen, es gab fünf Tote und viele Verletzte.

## Sehenswürdigkeiten
Die Stadt ist ein Wechsel aus historischen Gebäuden und moderner Architektur. Sie bietet viele Strände am Pazifik, z. B. südlich von Punta de Parra. Das Meeresmuseum Museo del Mar lockt ebenfalls viele Touristen an.

## Wirtschaft
Hauptindustriezweige sind die Textilindustrie, sowie die Eisenverarbeitung. Der Anbau von Wein im Umland spielt eine gewisse Rolle, sowie der Fischfang.

## Persönlichkeiten
- Néstor Bello (1927–2007), Fußballspieler
- Ildefonso Rubio (* 1939), Fußballspieler
- Juan Rogelio Núñez (1953–2005), Fußballspieler
- Alfredo Núñez (1960–2008), Fußballspieler und -trainer
- Rubén Espinoza (* 1961), Fußballspieler und -trainer
- Manuel Simpertegui (* 1988), Fußballspieler